# 克魯蒂尼亞河
53°44′05″N 21°33′04″E / 53.7348°N 21.5512°E

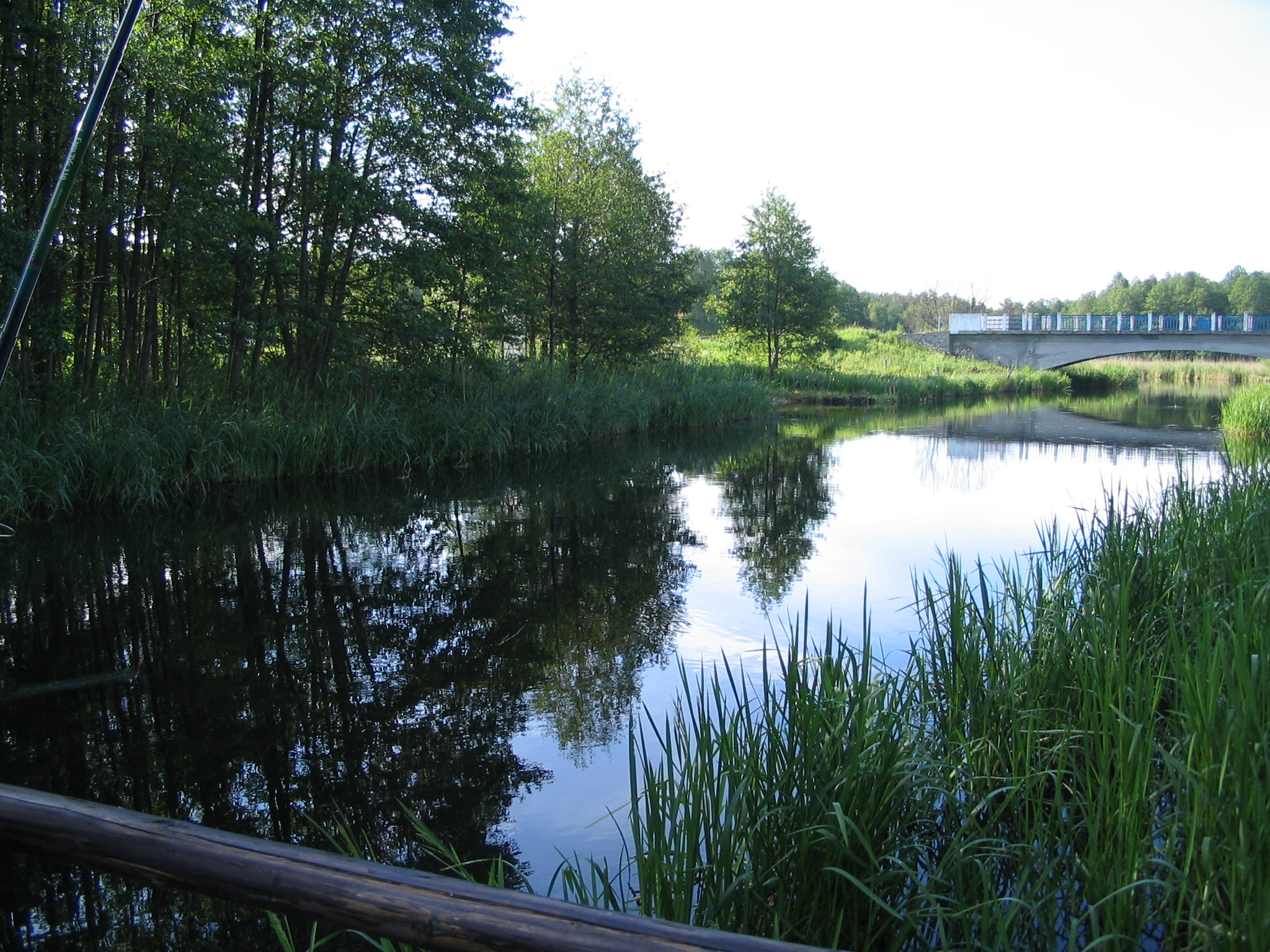

克魯蒂尼亞河是波蘭的河流，位於該國東北部，處於馬祖爾湖區，屬於皮薩河的支流，河道全長99公里，流域面積638平方公里，有歐亞萍蓬草、白睡蓮和茨菰生長。